# Dongfang
Dōngfāng (chinês tradicional: 東方, chinês simplificado: 东方) é uma cidade na costa oeste da ilha de Ainão, na China.